# Podhradie (Martin)
Podhradie es un municipio del distrito de Martin en la región de Žilina, Eslovaquia, con una población estimada a final del año 2024 de 679 habitantes.
Se encuentra ubicado al oeste de la región, cerca del curso alto del río Váh (cuenca hidrográfica del Danubio) y del parque nacional de Veľká Fatra.

## Demografía
| Año        | 1994 | 2004    | 2014    | 2024    |
| ---------- | ---- | ------- | ------- | ------- |
| Población  | 715  | 688     | 668     | 679     |
| Diferencia |      | −3,77 % | −2,90 % | +1,64 % |

| Año        | 2023 | 2024    |
| ---------- | ---- | ------- |
| Población  | 676  | 679     |
| Diferencia |      | +0,44 % |